# یواس‌اس پاکونو (ای‌جی‌سی-۱۶)
یواس‌اس پاکونو (ای‌جی‌سی-۱۶) (به انگلیسی: USS Pocono (AGC-16)) یک کشتی بود که طول آن ۴۵۹ فوت ۲ اینچ (۱۳۹٫۹۵ متر) بود. این کشتی در سال ۱۹۴۵ ساخته شد.